# 알래스카주의 대학 목록
다음은 미국 알래스카주의 대학 목록이다.

## 4년제
- 알래스카 페어뱅크스 대학교
- 알래스카 사우스이스트 대학교
- 알래스카 퍼시픽 대학교

## 같이 보기
- 미국의 대학 목록
- 대학 목록